# Malcolm Reynolds
Malcolm "Mal" Reynolds é um personagem fictício que lidera o grupo de personagens principais do seriado televisivo de ficção científica Firefly, e é interpretado pelo ator Nathan Fillion. Na série, Reynolds é o capitão da espaçonave de classe Firefly chamada Serenity. O personagem foi nomeado #18 na lista das "Maiores lendas de Sci-fi" da TV Guide em 2004.

## Detalhes da produção
Concebido por Joss Whedon, o personagem Malcolm Reynolds foi o único personagem definitivo que ele tinha em mente quando formulava os personagens principais. Ele queria um herói, mas não um herói no sentido clássico; alguém que era "tudo que um herói não é." No episódio piloto, Mal era muito mais sombrio e consideravelmente mais fechado. Os executivos da emissora FOX não gostaram disso, e pediram para que o personagem fosse mais "feliz". Para o segundo episódio ("The Train Job"), Whedon criou um Mal Reynolds muito mais "alegre".

### Achando o ator
Whedon abordou Nathan Fillion para interpretar o protagonista e após explicar a premissa do programa e mostrar a Fillion o esboço do piloto, ele ficou interessado pelo papel. Fillion foi chamado várias vezes para ler para o papel antes de ser contratado. Ele afirmou que "isso era fantástico. Era o meu primeiro protagonista e eu estava bem nervoso, mas eu realmente queria aquele papel e eu queria contar aquelas histórias."

## Biografia do personagem
O objetivo principal de Mal era manter sua tripulação viva e manter sua nave voando. Como Tim Minear, escritor de Firefly disse em uma entrevista: "Era somente sobre sobreviver ao dia. Essa sempre foi a ideia do que o programa é - sobreviver ao dia." Em Serenity, Mal diz de si mesmo: "[Se os] ventos soprarem pro norte, eu vou para o norte."
Imagens do filme Serenity sugerem que Mal nasceu em 20 de setembro de 2468; isso o faria ter 49 anos durante os acontecimentos da série Firefly (entretanto, "Serenity: The Official Visual Companion" afirma que a expectativa de vida de um ser humano médio é de 120 anos, fazendo Mal equivalente a um homem em seus 30 atualmente). Mal passou sua infância em um rancho no planeta "Shadow". Criado por sua mãe e "uns quarenta rancheiros", Mal aparentemente recebeu uma educação decente enquanto crescia. Embora na maioria das vezes pareça um homem mais prático que intelectual, ele ocasionalmente surpreende seus amigos ao apresentar familiaridade com um vasto conhecimento de literatura, variando dos trabalhos de Shan Yu (um ditador psicótico fictício) aos poemas de Samuel Taylor Coleridge (ele, entretanto, não tem ideia de "quem" Mona Lisa é).
Mal foi voluntário no exército dos Independentes durante a Guerra de Unificação contra a Aliança, ganhando o posto de sargento durante essa época. Sua leal segundo em comando Zoe estava ao seu lado pela maior parte da guerra, sobrevivendo a muitos conflitos perigosos ao seu lado. O programa menciona três dessas batalhas, incluindo a Batalha de Du-Khang em 2510 (mostrada no episódio "The Message") e uma longa campanha de inverno em New Kashmir (contada por Zoe no episódio "War Stories") onde ele comandou um pelotão. Mal também envolveu-se na campanha terrestre durante a Batalha de Sturges (quadrinhos Serenity:Those Left Behind), que de acordo com Badger foi a "batalha mais curta e mais sangrenta da guerra", embora Mal a considerasse uma distante segunda. Mal lutou em muitas outras batalhas, mas a derrocada para ele e os Independentes veio com a derrota física e emocional na Batalha do Vale Serenity no planeta Hera. Imagens do filme Serenity sugerem que Mal foi designado com uma  promoção temporária de Capitão durante a Batalha do Vale Serenity para comandar o número crescente de tropas Independentes que estavam perdendo oficiais nas mãos da Aliança. Isso pode explicar o fato de que em uma das cenas deletadas do episódio piloto de Firefly, é dito que Mal comandou pelo menos 2000 homens. Imagens do filme Serenity mostram que ele fazia parte da Brigada Overlanders 57; no piloto da série, Badger a chama de "Brigada das bolas e baionetas", embora não tenha ficado claro se foi um apelido depreciativo cunhado por Badger ou se era realmente o apelido dado a unidade.
O que se segue são informações extraidas de imagens do filme Serenity:
| Nome: Malcom [sic] Reynolds Sexo: Homem DOB (date of birth [data de nascimento]): 20/09/2468 # de Controle Social: 099.836.5.4112 Filho de um rancheiro, nascido no planeta Shadow. Ligado a lei cinco vezes: contrabando, fugir ao pagamento de tarifas, transporte ilegal de carga: nenhuma condenação. |

Depois da guerra, Mal comprou sua própria nave, uma velha (quebrada) 03-k64 classe de transporte Firefly que tinha como antigo dono um homem chamado Capitão Harbatkin (Mal acabou não mudando os papeis de registro da nave). Mal batizou a nave de Serenity em homenagem a Batalha do Vale Serenity, uma das batalhas mais decisivas da Guerra da Unificação, onde ele lutou. A bordo da Serenity e durante suas viagens, Mal continua a usar seu casaco marrom (o marrom era a cor dos independentes) e a carregar uma pistola de oficial padrão como sua arma preferida.

## Temas principais
Embora Mal tenha perdido sua fé em Deus e na religião (entre a Batalha do Vale Serenity e o início da série), ele retém uma grande fé na humanidade. Apesar dele ser cauteloso e desconfiado em seus negócios, ele coloca grande peso na bondade fundamental das pessoas em geral. Essa fé na habilidade do indivíduo de fazer a coisa correta manifestasse fortemente em sua visão negativa das instituições governamentais. "Governos," ele diz no piloto, só existem "para se meter no caminho do homem." A Aliança, que é um governo que parece particularmente interessado em interferir e regular, é consequentemente seu nêmesis lógico. Seu desgosto pela Aliança nunca desaparece completamente (embora ele tenha dito uma vez que "não se importaria de ganhar um trocado as custas dela", implicando que se a Aliança o contratasse para um trabalho, ele poderia considerar fazê-lo), e, embora ele tenha ficado no lado derrotado da Guerra da Unificação, anos depois ele diz a um oficial da Aliança que ele "ainda não está convencido que estava do lado errado". E apesar de detestar a Aliança, ele reconhece que perdeu a luta contra eles e está agora simplesmente procurando manter-se longe de seu alcance; isso é melhor resumido em seu comentário no filme Serenity, "Eu só quero seguir meu caminho." Entretanto, durante o desenrolar do filme, Mal se depara com segredos obscuros da Aliança, que faz renascer seu espirito independente e o faz lutar novamente contra um regime opressivo. Mal expressa nove resolução durante seu discurso - "Eles  [a Aliança] vão retornar com a crença de que eles podem tornar as pessoas...melhores. E eu não defendo isso. Então chega de fugir. Está na hora da desobediência." Sua atitude antigovernamental é refletida em sua escolha de viver em uma espaçonave, vagando de mundo a mundo, o mais longe possível das interferências da Aliança.

## Motivações
Fillon compartilha suas concepções com as motivações do personagem que ele interpreta. Mal perdeu tanto que cada um dos personagens que ele juntou em sua tripulação na Serenity representa um aspecto dele mesmo que há muito tempo ele não tem. "Em Wash, ele tem o entusiasmo com a vida e um senso de humor que ele perdeu. Em Jayne, ele tem egoísmo. Em Book, ele tem espiritualidade. Em Kaylee, ele tem inocência. Todos representam uma faceta dele mesmos que ele perdeu e é por isso que ele os mantém próximos e seguros...".

## Conflitos
- Badger - Mal e Badger estão frequentemente em termos nada amigáveis, Badger acha a aparente arrogância de Mal um impedimento para a relações de negócios de negócios entre eles e já agiu com hostilidade para com Mal e sua tripulação.[6]
- Niska - Por Mal não termina o trabalho dele durante o episódio "The Train Job" ele é posteriormente sequestrado por isso no episódio "War Stories"; ele na verdade é morto por alguns segundos, antes de Niska o reviver para o tortura-lo um pouco mais.
- O Agente - o antagonista no filme Serenity, o Agente e Mal lutaram duas vezes; ambas as vezes, Mal somente escapou com vida devido a sorte (A intervenção de Inara na primeira luta, e sua antiga cirurgia que impedia o golpe incapacitante do Agente - um ataca a um aglomerado de nervos - )

## Relacionamentos
- Zoe - relacionamento muito próximo. Ele lutaram e sobreviveram juntos na guerra. Como Joss Whedon afirma no comentário do DVD do filme Serenity, Zoe é "a única pessoa que [Mal] mais pode contar com."[6] Da Brigada Overlanders 57, Zoe e Mal foram os únicos sobreviventes.
- Inara - tensões romântica/sexual não resolvida entre eles é um dos arcos do personagem pela série.
- Kaylee - os dois parecem ter uma relação irmão mais velho/irmã mais nova e algumas vezes uma relação pai/filha.

Mal geralmente mantém uma relação próxima com sua tripulação, independente de quanto ele tente distancia-los ou discuta com eles; quando Simon Tam uma vez perguntou a Mal por que ele voltou para salvá-lo de ser queimado vivo por uma vila furiosa, ele simplesmente respondeu "Você é parte da minha tripulação." Quando pressionado novamente, com Simon dizendo como seria mais fácil evitar os problemas causados por Ele e sua irma simplesmente abandonando-os no planeta, Mal retruca, "Você está na minha tripulação. Por que ainda estamos falando sobre isso?"

## Recepção
Fillion ganhou o prêmio "Cinescape Genre Face of the Future - Male" pela Academia de Filmes de Ficção Científica, Fantasia & Horror, USA pelo seu papel como Malcolm Reynolds. Fillion também ganhou o Prêmio Genero SyFy em 2006 por Melhor ator/televisão e concorreu ao prêmio de Melhor ator/Filme.
O personagem foi nomeado número 18 na lista das "Maiores Lendas de Sci-fi" da TV Guide em 2004.
Na crítica do The New York Times sobre o filme Serenity, Manohla Dargis disse isso sobre o personagem de Nathan Fillion: "Mal não é parecido com um Neo; ele está mais próximo de Indiana Jones, mesmo que não tenha a alegre aparência bonita de Harrison Ford e seu magnetismo de estrela. Como o resto do elenco, MR.Fillion é um ator charmoso, mas ele toma emprestado ao invés de possuir a tela, o que ressoa com as aspirações modestas do Sr.Whedon com o filme."